# 恵那峡サービスエリア

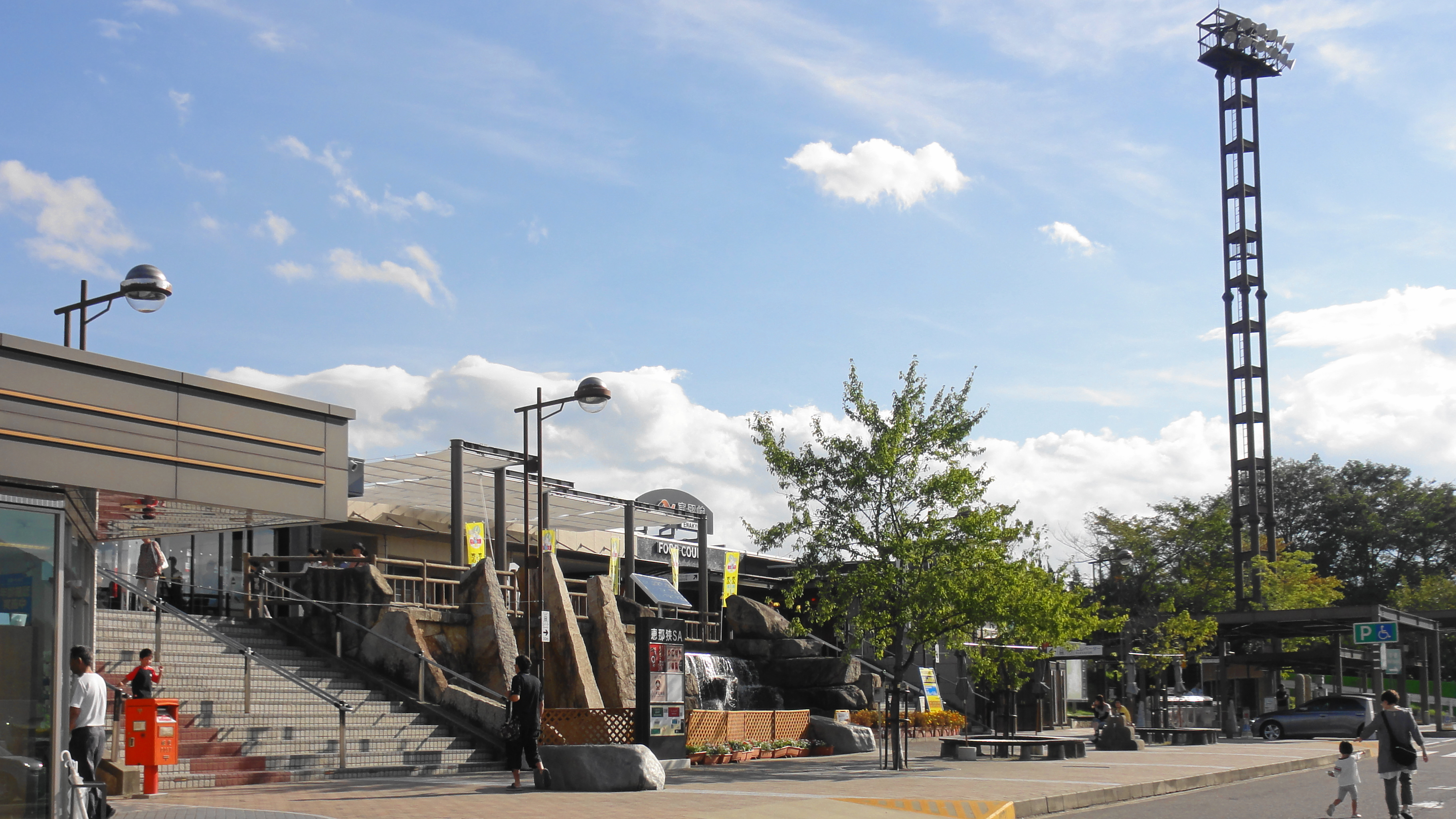
恵那峡サービスエリア（上り線）

恵那峡サービスエリア（えなきょうサービスエリア）は、岐阜県恵那市の中央自動車道上にあるサービスエリアである。
下り線側エリアが、2014年（平成26年）8月5日午前8時にリニューアルオープンした。
当SAにスマートインターチェンジを併設予定であり、2024年9月6日付で国土交通省により新規事業化された。

## 道路
- E19 中央自動車道

## 施設

### 上り線（長野・東京方面）
駐車場は長時間駐車などにより深夜帯を中心に大型車の駐車マスが不足し、駐車エリアが混雑していることから、既存施設の駐車エリアを有効活用した駐車マスの増設工事に2020年（令和2年）2月に着手、大型車の駐車マスと小型車・大型車の双方で利用可能な兼用マスを1.4倍に増設し、同年9月30日に完成した。
- 駐車場
  - 大型 88台
  - 小型 92台
- トイレ
  - 男性 大8（和式1・洋式7）・小21
  - 女性 39（和式3・洋式36）
    - 同伴の男児用 2

  - 車椅子用 1
- ガソリンスタンド（出光興産（山本石油）、24時間）
- コイン洗車機（24時間）
- 給電スタンド（24時間）
- 2階
  - レストラン（7:00 - 22:00）
  - スナック、ショッピング（いずれも24時間）
  - 自動販売機
  - インフォメーション、FAXサービス（いずれも 平日8:00 - 18:00 / 土曜・日曜・祝日8:00 - 19:00）
- 1階
  - ファミリーマート（24時間）、イーネット（十六銀行管理）
- 郵便ポスト（恵那郵便局）

一部売店では電子マネーの楽天Edy 交通系電子マネーが使用可能。

### 下り線（名古屋・大阪方面）
- 駐車場
  - 大型 43台
  - 小型 191台
- トイレ
  - 男性 大8（和式1・洋式7）・小25
  - 女性 34（和式2・洋式26）
    - 同伴の男児用 2

  - 車椅子用 1
- ガソリンスタンド（apollostation（エネクスフリート）、24時間）[5]
- コイン洗車機（24時間）
- 給電スタンド（24時間）
- スナック、ショッピング（いずれも名鉄ミライート、24時間）
- スターバックス（平日7:00 - 21:00 / 土曜・日曜・祝日7:00 - 22:00）
- 自動販売機
- インフォメーション、FAXサービス（いずれも 平日8:00 - 18:00、土曜・日曜・祝日7:00 - 18:00）
- 郵便ポスト（恵那郵便局）
- コインシャワー（24時間）
- コインランドリー（24時間）

## 隣
E19 中央自動車道
(27) 中津川IC/BS - 恵那峡SA/SIC（SICは事業中） - (28) 恵那IC/BS